# 298-й миномётный полк
298-й миномётный Дрезденский Краснознамённый ордена Красной Звезды полк - воинская часть Вооружённых Сил СССР в Великой Отечественной войне.

## История
Переименован 28.01.1943 года из 2-го миномётного полка 32-й армии.
В составе действующей армии с 28.01.1943 года по 28.09.1944 и с 28.12.1944 по 11.05.1945 года.
Находился в полосе обороны 32-й армии в Карелии. Вёл оборону в Карелии до июня 1944 года, затем был переброшен на рубеж реки Свирь, где принял участие в Свирско-Петрозаводской операции, а затем отведён в резерв.
Вошёл в состав 35-й миномётной бригады.
- О дальнейшем боевом пути полка смотри статью «35-я миномётная бригада»

## Подчинение
| Дата            | Фронт (округ)            | Армия      | Корпус                             | Дивизия                             | Бригада                 | Примечания |
| --------------- | ------------------------ | ---------- | ---------------------------------- | ----------------------------------- | ----------------------- | ---------- |
| 01.01.1943 года | Карельский фронт         | 32-я армия | -                                  | -                                   | -                       | -          |
| 01.02.1943 года | Карельский фронт         | 32-я армия | -                                  | -                                   | -                       | -          |
| 01.03.1943 года | Карельский фронт         | 32-я армия | -                                  | -                                   | -                       | -          |
| 01.04.1943 года | Карельский фронт         | 32-я армия | -                                  | -                                   | -                       | -          |
| 01.05.1943 года | Карельский фронт         | 32-я армия | -                                  | -                                   | -                       | -          |
| 01.06.1943 года | Карельский фронт         | 32-я армия | -                                  | -                                   | -                       | -          |
| 01.07.1943 года | Карельский фронт         | 32-я армия | -                                  | -                                   | -                       | -          |
| 01.08.1943 года | Карельский фронт         | 32-я армия | -                                  | -                                   | -                       | -          |
| 01.09.1943 года | Карельский фронт         | 32-я армия | -                                  | -                                   | -                       | -          |
| 01.10.1943 года | Карельский фронт         | 32-я армия | -                                  | -                                   | -                       | -          |
| 01.11.1943 года | Карельский фронт         | 32-я армия | -                                  | -                                   | -                       | -          |
| 01.12.1943 года | Карельский фронт         | 32-я армия | -                                  | -                                   | -                       | -          |
| 01.01.1944 года | Карельский фронт         | 32-я армия | -                                  | -                                   | -                       | -          |
| 01.02.1944 года | Карельский фронт         | 32-я армия | -                                  | -                                   | -                       | -          |
| 01.03.1944 года | Карельский фронт         | 32-я армия | -                                  | -                                   | -                       | -          |
| 01.04.1944 года | Карельский фронт         | 19-я армия | -                                  | -                                   | -                       | -          |
| 01.05.1944 года | Карельский фронт         | 19-я армия | -                                  | -                                   | -                       | -          |
| 01.06.1944 года | Карельский фронт         | 19-я армия | -                                  | -                                   | -                       | -          |
| 01.07.1944 года | Карельский фронт         | 7-я армия  | -                                  | -                                   | -                       | -          |
| 01.08.1944 года | Карельский фронт         | 7-я армия  | -                                  | -                                   | -                       | -          |
| 01.09.1944 года | Карельский фронт         | 32-я армия | -                                  | -                                   | -                       | -          |
| 01.10.1944 года | Карельский фронт         | -          | -                                  | -                                   | -                       | -          |
| 01.11.1944 года | Московский военный округ | -          | 10-й артиллерийский корпус прорыва | 31-я артиллерийская дивизия прорыва | 35-я миномётная бригада | -          |
| 01.12.1944 года | Московский военный округ | -          | 10-й артиллерийский корпус прорыва | 31-я артиллерийская дивизия прорыва | 35-я миномётная бригада | -          |
| 01.01.1945 года | 1-й Украинский фронт     | -          | 10-й артиллерийский корпус прорыва | 31-я артиллерийская дивизия прорыва | 35-я миномётная бригада | -          |
| 01.02.1945 года | 1-й Украинский фронт     | 60-я армия | 10-й артиллерийский корпус прорыва | 31-я артиллерийская дивизия прорыва | 35-я миномётная бригада | -          |
| 01.03.1945 года | 1-й Украинский фронт     | 6-я армия  | -                                  | 31-я артиллерийская дивизия прорыва | 35-я миномётная бригада | -          |
| 01.04.1945 года | 1-й Украинский фронт     | 21-я армия | 10-й артиллерийский корпус прорыва | 31-я артиллерийская дивизия прорыва | 35-я миномётная бригада | -          |
| 01.05.1945 года | 1-й Украинский фронт     | -          | 10-й артиллерийский корпус прорыва | 31-я артиллерийская дивизия прорыва | 35-я миномётная бригада | -          |

## Командиры
- Репкин Иван Ефимович, гвардии подполковник до 19.01.1945 (погиб)
- Сирлов Илья Яковлевич, гвардии майор - на 08.05.1945

## Награды и наименования
| Награда (наименование) | Дата       | За что получена |
| ---------------------- | ---------- | --- |
| Орден Красного Знамени | 01.07.1944 | За образцовое выполнение заданий командования в боях с немецко-финскими захватчиками при форсировании реки Свирь, прорыве сильно укрепленной обороны противника и проявленные доблесть и мужество |
| Орден Красной Звезды   | 26.04.1945 | За образцовое выполнение заданий командования в боях при прорыве обороны немцев и разгроме войск противника юго-западнее Оппельн и проявленные при этом доблесть и мужество                       |
| «Дрезденский»          | 04.06.1945 | За мужество и героизм, проявленные при овладение городом Дрезден |